# 新町 (長野県)
新町（しんまち）は長野県上水内郡にあった町。現在の長野市信州新町地区の中心部にあたる。本項では町制前の名称である久米路村（くめじむら）についても述べる。

## 地理
- 山：五百山
- 河川：犀川

## 歴史
- 1954年（昭和29年）
  - 4月1日 - 津和村・水内村が合併して久米路村が発足。
  - 10月1日 - 久米路村が町制施行・改称して新町となる。
- 1955年（昭和30年）3月31日 - 更級郡日原村・信級村と合併して信州新町が発足。同日新町廃止。
- 2010年（平成22年）1月1日 - 信州新町が長野市に編入。

## 交通

### 道路
- 国道19号